# Breakin' Dishes
Breakin' Dishes (a veces denominado Breaking Dishes) es una canción de la cantante barbadense Rihanna. Fue producido por Christopher Stewart y escrito por Stewart y Nash Terius. Sirve sólo como el sencillo promocional de los Estados Unidos de su álbum Good Girl Gone Bad. La canción, que trata sobre una mujer que quiere vengarse de su marido después de que él la engaña con otra, fue lanzada como un sencillo promocional para radio de EE. UU. en 2009. Se ubicó en el número cuatro en la lista Hot Dance Club Songs, convirtiéndose en el octavo sencillo consecutivo de Rihanna con cinco canciones de esta tabla. La canción ha sido interpretada en directo por Rihanna en la que brilla en la oscuridad la que se declara, la interpretó en sus giras The Good Girl Gone Bad Tour, y The Last Girl On Earth Tour y recibió una respuesta positiva de los críticos.

## Antecedentes
"Breakin' Dishes", escrita y producida por Christopher Stewart y coescrita por Terius Nash, es la cuarta canción en el disco Good Girl Gone Bad. Líricamente, "Breakin' Dishes" haba de una esposa que exige vengarse de su marido. En términos de género, la pieza es una canción pop electrónico y fue lanzado a la radio de EE. UU. en 2007 para promover el álbum Good Girl Gone Bad.

## Otros Formatos
- U.S. Promo Single (radio stations and DJs)[1]

1. Breakin' Dishes (Album Version) - 3:20
2. Breakin' Dishes (Extended Album Version) - 4:16
3. Breakin' Dishes (Soul Seekerz Radio Edit) - 3:12
4. Breakin' Dishes (Soul Seekerz Club Mix) - 6:37
5. Breakin' Dishes (Soul Seekerz Dub) - 6:37

## Charts
| Chart                              | Posición Más alta |
| ---------------------------------- | ----------------- |
| U.S Billboard Hot Dance Club Songs | 4                 |
| Bulgaria                           | 15                |
| Portugal                           | 45                |
| Brasil                             | 19                |